# 固网电信
固網電信，簡稱固網（landline），又稱固定電話、有線電話，是透過金屬線或光纖線等固態媒體傳送訊號的電信網絡，有別於透過大氣電波傳送的無線通訊。英语也称 public switched telephone network (PSTN), plain old telephone service (POTS), 或 telephone line。固網一般能提供較高質素的通信品質及較高頻寬，以及可以在沒有通訊訊號的地點下使用。另外，由於固網不易受到外界的干擾，所以可以用作提高通信的安全性。

固網交換機房
下水道固網電纜
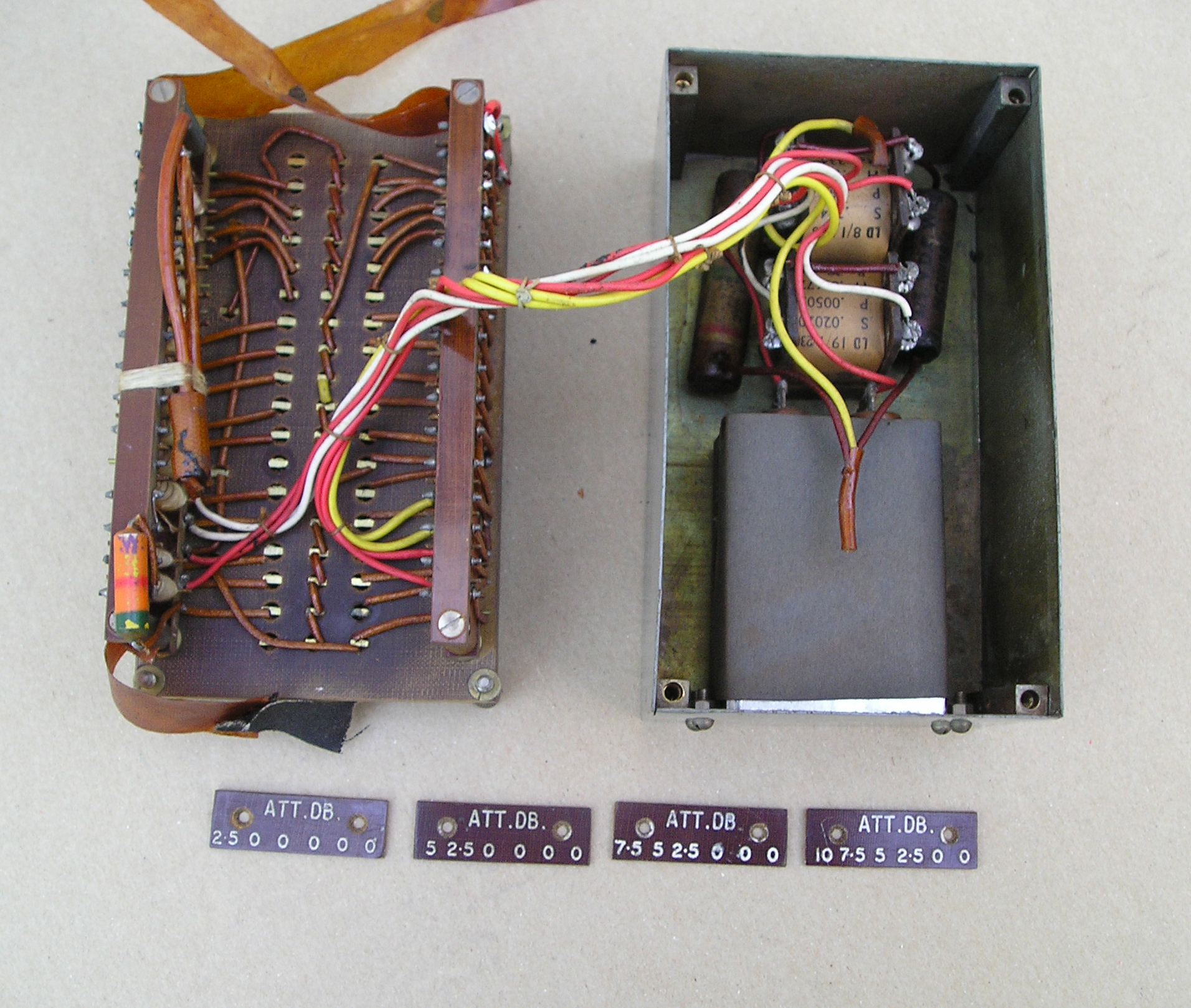
末端實體線
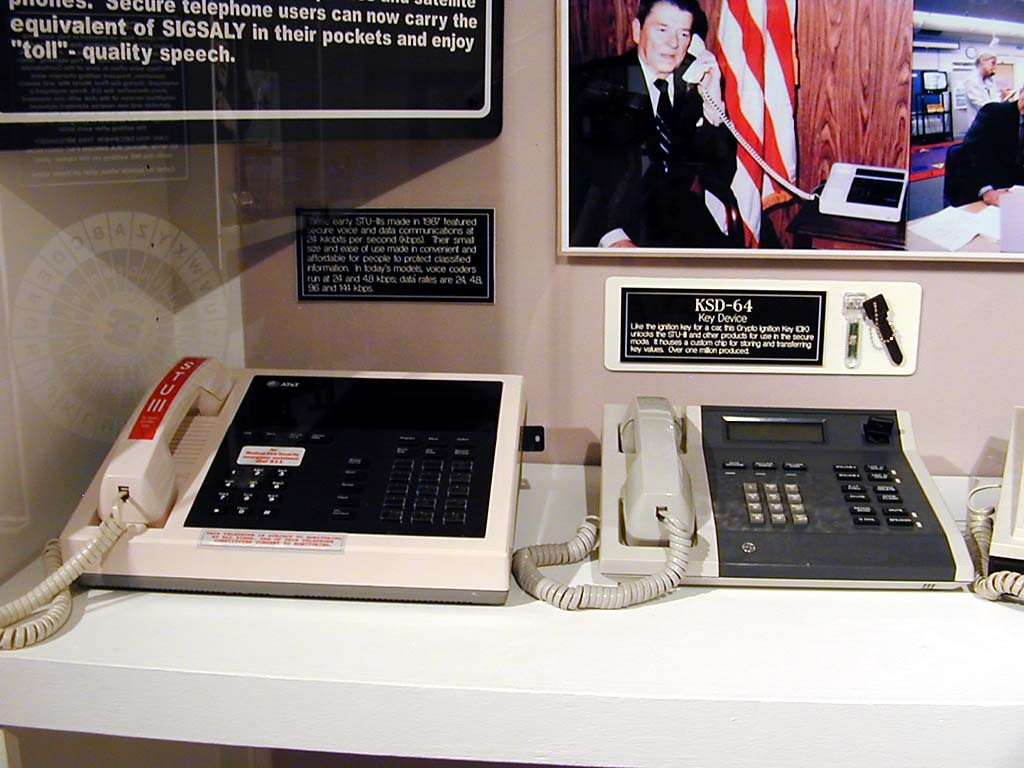
固定电话终端

## 工作原理
固定电话的工作原理是：将用户段的信号通过电话机转化为电信号，进而通过中继线输送到局端，然后在局端交换机进行通信。
近年来，光纤已替代部分铜线。通话所使用的频率范围为0 - 3.5千赫兹。更高的频率在接入交换局时被滤掉。模拟话音信号进一步被采样量化成为数字信号，以便在数字交换传输网络中传递。局端是指用户拥有直接连线连接的电话交换机，用户线是指用户与端局之间的线路，中继线是指连接不同交换机的电路，中继线群是指一组介于同样两个交换机之间的中继线。在交换机之间，目前通常使用7号信令系统（SS7, Signal System 7）传输信令。在2000年代之後，電話交換逐漸進展為藉由以TCP/IP為基礎的IP多媒體子系統（IMS）、下一代網路（NGN）由会话发起协议（SIP）等協定進行信令與話務传输。